# Michał Kuczyński
Michał Kuczyński herbu Ślepowron (ur. ok. 1715 – zm. 1778) – syn Franciszka i Małgorzaty z d. Sztuthard, ożeniony z siostrą kpt. Michała Zaborowskiego oraz Anną Ellertówną (1754 r.?). 

## Życiorys
Karierę militarną zaczął około 1732 r. „służył w saskim wojsku pod piechotą najaśnieyszego królewicza Xawiera Regimencie z kadeta aż do unterofficera przez lat dwie”. Wg Ciesielskiego chorążym został 28 IV 1734 r., później „jako adjutant et per gradua awanżował", 1 II 1736 r. na porucznika w Regimencie Pieszym Buławy Polnej (później Wielkiej i od 1751 r. ponownie Polnej Koronnej) Koronnej, następnie 11 III 1747 r. jako kapitan bez kompanii (agrere), 7 VIII 1748 r. jako drugi major, następnie „premier major” od 3 X 1751 r. 15 XII 1753 r. wraz z kilkoma innymi oficerami (Marcinem Hanickim i Kajetanem Zawoyskim) odkupił od de Fresse podpułkownikostwo (drugie) w Regimencie na co uzyskał również patent od Augusta III. Realizację kontraktu przewidziano na dzień 28 II 1754 r. Forsztelowany dopiero 20 VI 1754 r. Dzięki koligacjom rodzinnym (ślub z córką Jana Ellerta) uzyskał rangę pierwszego podpułkownika w 1754 r., następnie patent od Augusta III w dniu 24 XII 1753 r.,  Kolejno uzyskał patent na pułkownika 10 XI 1760 r. (forsztelowany 13 XII 1760). Mianowany generał majorem (20 XI 1762 r.), a następnie generał-lejtnantem wojsk koronnych od 1773,  od 1761 r. komendant (czyli faktyczny dowódca) 8. Regimentu Pieszego Buławy Polnej Koronnej, stacjonującego w Kamieńcu Podolskim (stacjonowało tam od 1751/2 r. 7 kompanii tegoż regimentu poza komenderówkami i leibkompanią, która stała w Podhorcach. Tę ostatnią sprowadzono do Kamieńca Podolskiego w lipcu 1764 r.). 
W czerwcu 1763 został nieformalnym zastępcom Komendanta Fortec Pogranicznych Rzeczypospolitej: Kamieńca Podolskiego, Okopów Świętej Trójcy i Białej Cerkwi- Joachima Potockiego, a po jego śmierci bezpośrednim następcą na co otrzymał rozkaz hetmana wielkiego koronnego Jana Klemensa Branickiego z dnia 12 III 1764 r. Kuczyński tytułował się wówczas Generałem Majorem Fortec Pogranicznych, Podolskich y Ukraińskich Generalnym Kommendantem Pułkownikiem Regimentu Pieszego Buławy Polney Koronney.
Podczas bezkrólewia po śmierci Augusta III Sasa w 1764 roku komendant Kuczyński obronił Kamieniec Podolski przed wojskami rosyjskimi pod dowództwem Michała Daszkowa, które od 28 do 30 lipca bombardowały miasto. 
W czasie konfederacji barskiej pozostał wierny Stanisławowi Augustowi Poniatowskiemu; kiedy wpadł na trop spisku żołnierzy, ukarał oficerów więzieniem, a żołnierzy rózgami i kajdanami.